# Meioneta ordinaria
Meioneta ordinaria är en spindelart som beskrevs av Chamberlin och Ivie 1947. Meioneta ordinaria ingår i släktet Meioneta och familjen täckvävarspindlar.
Artens utbredningsområde är Alaska. Inga underarter finns listade i Catalogue of Life.